# Golęszany
Golęszany – osada w północnej Polsce, położona w województwie zachodniopomorskim, w powiecie koszalińskim, w gminie Bobolice. Miejscowość wchodzi w skład sołectwa Drzewiany.
W latach 1975–1998 miejscowość położona była w województwie koszalińskim.
W 1948 roku osadzie na południowy zachód od Jeziora Szczawnego nadano urzędowo nazwę Rozwarówko, zmieniając niemiecką nazwę Straßenhof.
W 1948 roku osadzie nad jeziorem Wietrzno nadano urzędowo nazwę Golęszany, zmieniając niemiecką nazwę Johannishof.